# (4627) Pinomogavero
(4627) Pinomogavero – planetoida z głównego pasa planetoid okrążająca Słońce w ciągu 4,98 lat w średniej odległości 2,92 au. Odkrył ją Henri Debehogne 5 września 1985 roku w Europejskim Obserwatorium Południowym. Została nazwana na cześć Giuseppe Mogavero (ur. 1954) – lekarza oraz burmistrza miasta Isnello w prowincji Palermo, który przyczynił się do powstania Parco Astronomico delle Madonie – centrum badań astronomicznych i popularyzacji nauk fizycznych.